# Văn minh

Một nông dân Ai Cập cổ đang cày ruộng bằng cày có bò kéo

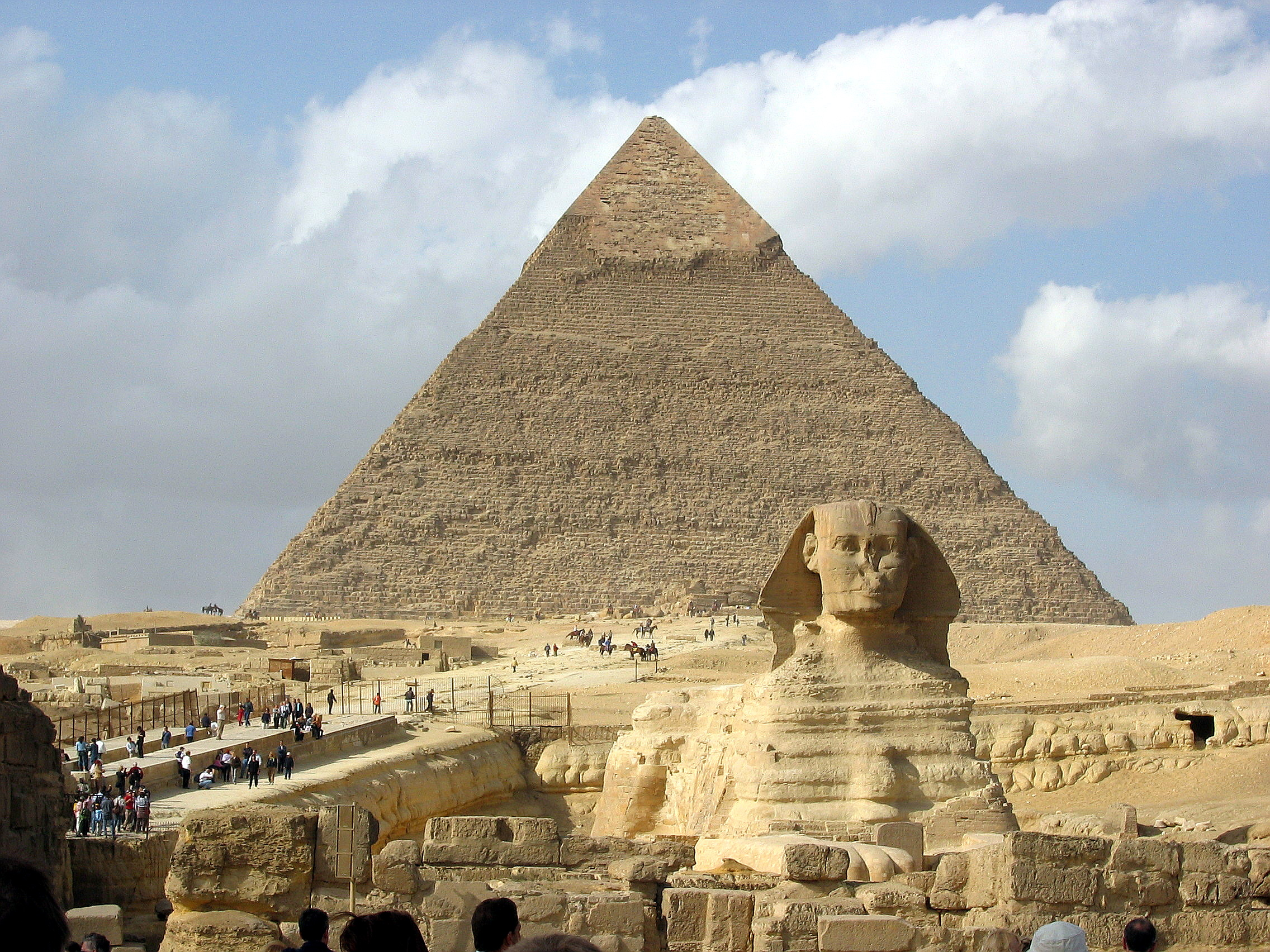
Ai Cập cổ đại là một ví dụ điển hình của một nền văn hóa sơ khai được coi là một nền văn minh.

Văn minh là một loại xã hội phức tạp được đặc trưng bởi sự phát triển đô thị, sự phân tầng xã hội, một hình thức của chính phủ và các hệ thống giao tiếp mang tính biểu tượng như chữ viết.
Các nền văn minh có mối liên hệ mật thiết với và thường được xác định rõ hơn bởi các đặc điểm kinh tế chính trị - xã hội khác, bao gồm tập trung hóa, thuần hóa cả con người và các sinh vật khác, chuyên môn hóa lao động, các hệ tư tưởng  về tiến bộ và siêu quyền lực được nhúng sâu vào văn hóa, các kiến trúc di tích, đánh thuế, sự phụ thuộc của xã hội vào canh tác và bành trướng lãnh thổ.
Trong lịch sử, nền văn minh thường được hiểu là một nền văn hóa lớn hơn và "tiên tiến hơn", trái ngược với các nền văn hoá nhỏ hơn, được cho là nguyên thủy. Theo nghĩa rộng này, một nền văn minh tương phản với các xã hội bộ lạc không tập trung, bao gồm các nền văn hóa của những người theo chủ nghĩa du mục, xã hội đồ đá mới hoặc những người săn bắn hái lượm, nhưng đôi khi nó cũng tương phản với các nền văn hóa được tìm thấy trong chính các nền văn minh. Các nền văn minh được tổ chức tại các khu định cư đông dân được chia thành các tầng lớp xã hội phân cấp với tầng lớp dân cư đô thị và nông thôn trực thuộc, tham gia vào nông nghiệp thâm canh, khai thác, sản xuất và buôn bán quy mô nhỏ. Nền văn minh tập trung quyền lực, mở rộng sự kiểm soát của con người đối với phần còn lại của tự nhiên, bao gồm cả những con người khác.

Văn minh, là một khái niệm ban đầu được liên kết với các thị trấn và thành phố. Sự xuất hiện sớm nhất của các nền văn minh nói chung gắn liền với giai đoạn cuối của Cách mạng thời đại đồ đá mới, đỉnh cao là quá trình cách mạng đô thị và hình thành nhà nước tương đối nhanh chóng, một sự phát triển chính trị gắn liền với sự xuất hiện của giới cầm quyền.

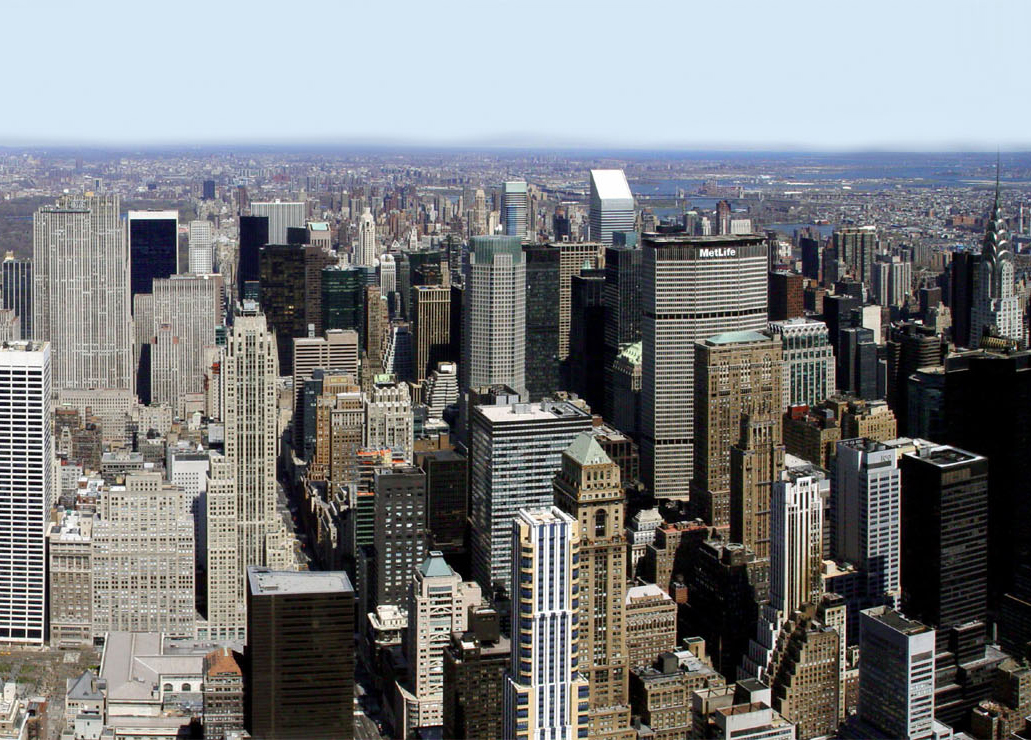
Thành phố New York hiện đại-biểu tượng của nền văn minh hiện đại

## Lịch sử khái niệm
Các chuyên luận cơ bản là Quá trình văn minh của Norbert Elias (1939), mà truy vết tập tục xã hội từ thời trung cổ đến giai đoạn cận đại. Trong Triết lý của nền văn minh (1923), Albert Schweitzer nêu ra hai ý kiến: một ý kiến duy vật thuần túy và một ý kiến duy vật và đạo đức học. Ông nói rằng cuộc khủng hoảng thế giới là do loài người đánh mất ý tưởng đạo đức của nền văn minh, "tổng cộng tất cả những tiến bộ của con người trong mọi lĩnh vực hành động và từ mọi quan điểm cho đến khi tiến bộ giúp hoàn thiện tinh thần của mỗi cá nhân là tiến độ của mọi tiến bộ ".
Tính từ như "văn minh" (civility) được phát triển vào giữa thế kỷ 16. Danh từ trừu tượng "văn minh" (civilization), có nghĩa là "điều kiện văn minh", xuất hiện vào những năm 1760, một lần nữa từ tiếng Pháp. Việc sử dụng đầu tiên được biết đến trong tiếng Pháp là vào năm 1757, bởi Victor de Riqueti, hầu tước de Mirabeau, và việc sử dụng đầu tiên bằng tiếng Anh được quy cho Adam Ferguson, người trong Tiểu luận về Lịch sử Xã hội Dân sự năm 1767 đã viết, "Không chỉ những tiến bộ cá nhân từ thời thơ ấu đến vị thành niên, nhưng bản thân loài này từ thô lỗ đến văn minh ". Do đó, từ này trái ngược với sự man rợ hoặc thô lỗ, trong việc theo đuổi tích cực đặc tính tiến bộ của Thời đại Khai sáng.
Vào cuối những năm 1700 và đầu những năm 1800, trong Cách mạng Pháp, từ "nền văn minh" đã được sử dụng ở số ít, không bao giờ ở số nhiều và có nghĩa là sự tiến bộ của toàn nhân loại. Đây vẫn là trường hợp trong tiếng Pháp. Việc sử dụng "các nền văn minh" như một danh từ đếm được thỉnh thoảng được sử dụng trong thế kỷ 19, nhưng đã trở nên phổ biến hơn nhiều trong thế kỷ 20, đôi khi chỉ có nghĩa là văn hóa (bản thân nó là một danh từ không đếm được, được đếm trong bối cảnh dân tộc học). Chỉ trong ý nghĩa khái quát này, nó mới có thể nói về một "nền văn minh thời trung cổ".
Ngay trong thế kỷ 18, nền văn minh không phải lúc nào cũng được coi là một sự cải tiến. Một điểm khác biệt quan trọng trong lịch sử giữa văn hóa và văn minh là từ các tác phẩm của Rousseau, đặc biệt là tác phẩm của ông về giáo dục, Emile. Ở đây, nền văn minh, được điều khiển hợp lý và xã hội hơn, không hoàn toàn phù hợp với bản chất con người, và "sự toàn vẹn của con người chỉ có thể đạt được thông qua sự phục hồi hoặc gần đúng với một sự thống nhất tự nhiên tiền định hoặc nguyên thủy" (xem sự man rợ cao quý). Từ đó, một cách tiếp cận mới đã được phát triển, đặc biệt là ở Đức, đầu tiên là Johann Gottfried Herder, và sau đó bởi các nhà triết học như Kierkegaard và Nietzsche. Điều này coi các nền văn hóa là các sinh vật tự nhiên, không được định nghĩa bởi "các hành vi có ý thức, hợp lý, có chủ ý", mà là một loại "tinh thần dân gian" hợp lý trước. Ngược lại, nền văn minh, mặc dù hợp lý hơn và thành công hơn trong tiến trình vật chất, lại không tự nhiên và dẫn đến "tệ nạn của đời sống xã hội" như guile, đạo đức giả, đố kị và lừa đảo. Trong Thế chiến II, Leo Strauss, đã trốn khỏi Đức, đã lập luận ở New York rằng ý kiến về nền văn minh này đứng sau chủ nghĩa phát xít và chủ nghĩa quân phiệt và chủ nghĩa hư vô của Đức.

## Đặc trưng

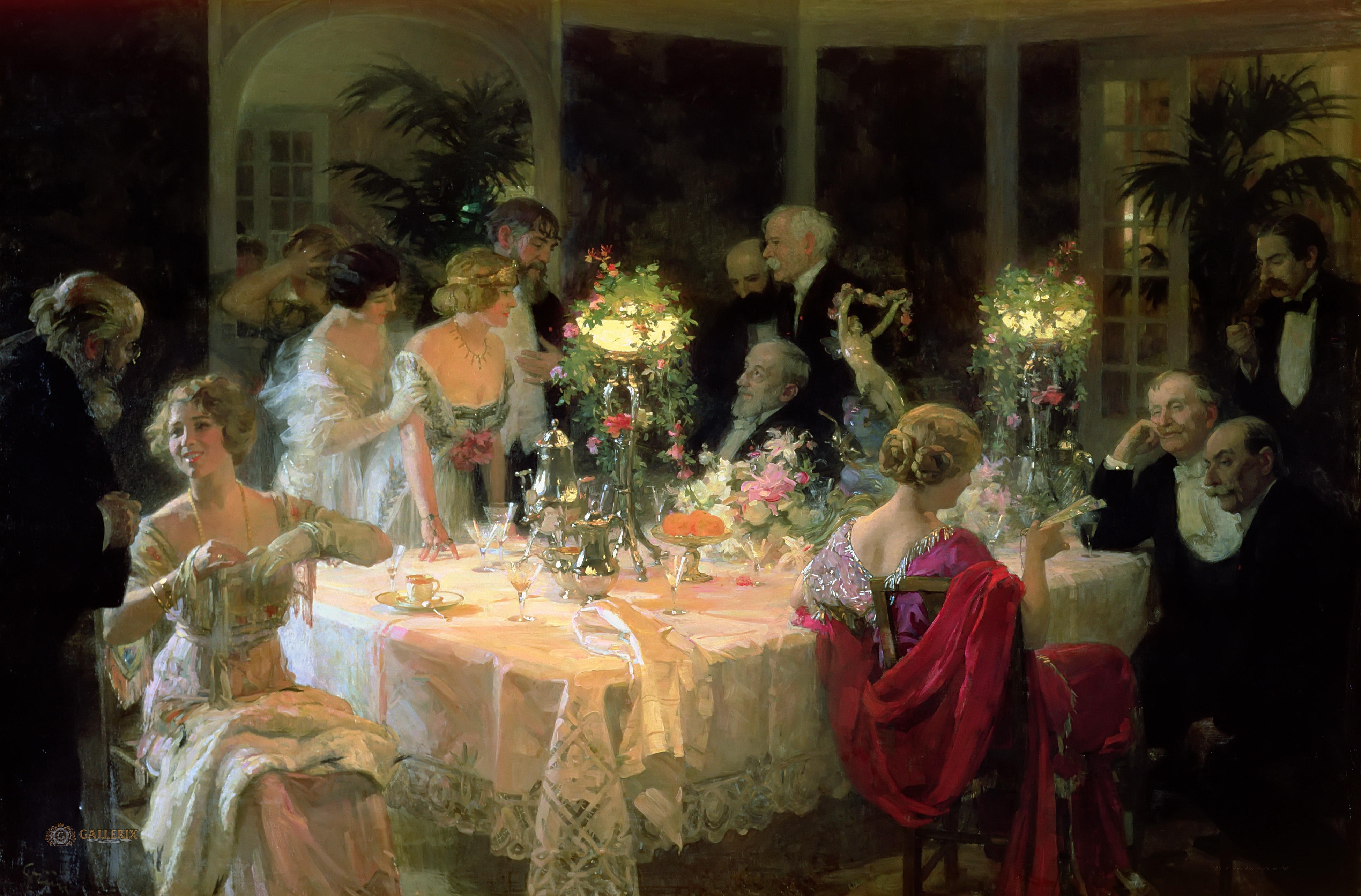
Sự xuất hiện của cách cư xử tại bàn và các hình thức nghi thức và tự kiềm chế khác được trình bày như một trong những đặc điểm của xã hội văn minh của Norbert Elias trong Quá trình văn minh (1939). Sự kết thúc của bữa tối của Jules-Alexandre Grün (1913).

Các nhà khoa học xã hội như V. Gordon Childe đã đặt tên cho một số đặc điểm phân biệt một nền văn minh với các loại xã hội khác. Các nền văn minh đã được phân biệt bởi các phương tiện sinh hoạt, các loại sinh kế, mô hình định cư, các hình thức của chính phủ, phân tầng xã hội, hệ thống kinh tế, xóa mù chữ và các đặc điểm văn hóa khác. Andrew Nikiforuk lập luận rằng "các nền văn minh dựa vào cơ bắp của con người bị xiềng xích. Nó lấy năng lượng của nô lệ để trồng trọt, làm quần áo cho hoàng đế mặc và xây dựng thành phố "và coi chế độ nô lệ là một đặc điểm chung của các nền văn minh tiền hiện đại.
Tất cả các nền văn minh đã phụ thuộc vào nông nghiệp để sinh hoạt, ngoại trừ một số nền văn minh sơ khai ở Peru có thể phụ thuộc vào tài nguyên biển. Các trang trại ngũ cốc có thể dẫn đến việc tích lũy lương thực, đặc biệt khi mọi người sử dụng các kỹ thuật nông nghiệp thâm canh như thụ tinh nhân tạo, tưới tiêu và luân canh cây trồng. Làm vườn cũng có thể tích lũy nhưng khó khăn hơn, và vì vậy các nền văn minh dựa trên làm vườn là rất hiếm. Thặng dư ngũ cốc đặc biệt quan trọng vì ngũ cốc có thể được lưu trữ trong một thời gian dài. Sự dư thừa thực phẩm cho phép một số người làm những việc ngoài sản xuất thức ăn để kiếm sống: những nền văn minh ban đầu bao gồm binh lính, nghệ nhân, tư tế và nữ tu, và những người khác có nghề nghiệp chuyên môn. Sự dư thừa thực phẩm dẫn đến sự phân công lao động và một phạm vi hoạt động đa dạng hơn của con người, một đặc điểm xác định của các nền văn minh. Tuy nhiên, ở một số nơi, những người săn bắn hái lượm đã tiếp cận được với thặng dư lương thực, chẳng hạn như một số người dân bản địa ở Tây Bắc Thái Bình Dương và có lẽ trong nền văn hóa Natufian trong thời đại đồ đá giữa. Có thể là thặng dư lương thực và tổ chức xã hội quy mô tương đối lớn và phân công lao động diễn ra trước khi có sự thuần hóa thực vật và động vật.
Các nền văn minh có mô hình định cư khác biệt với các xã hội khác. Từ "văn minh" đôi khi được định nghĩa đơn giản là "' sống trong thành phố ". Những người không phải là nông dân có xu hướng tập trung tại các thành phố để làm việc và buôn bán.
So với các xã hội khác, các nền văn minh có cấu trúc chính trị phức tạp hơn, cụ thể là nhà nước. Các xã hội nhà nước được phân tầng nhiều hơn  so với các xã hội khác; có một sự khác biệt lớn hơn giữa các tầng lớp xã hội. Giai cấp thống trị, thường tập trung ở các thành phố, có quyền kiểm soát phần lớn thặng dư và thực hiện ý chí của mình thông qua các hành động của một chính phủ hoặc bộ máy quan liêu. Morton Fried, một nhà lý luận xung đột và Elman Service, một nhà lý luận hội nhập, đã phân loại văn hóa của con người dựa trên các hệ thống chính trị và bất bình đẳng xã hội. Hệ thống phân loại này chứa bốn thể loại 
- Các nhóm săn bắn hái lượm, thường là bình đẳng.[28]
- Xã hội làm vườn / mục súc trong đó nói chung có hai giai cấp xã hội được thừa hưởng; trưởng và thường dân.
- Các cấu trúc phân tầng cao, hoặc các thủ lĩnh, với một số tầng lớp xã hội được thừa hưởng: vua, quý tộc, tự do, nông nô và nô lệ.
- Các nền văn minh, với hệ thống phân cấp xã hội phức tạp và các chính phủ có tổ chức, có ban bệ.[29]

Về mặt kinh tế, các nền văn minh hiển thị các mô hình sở hữu và trao đổi phức tạp hơn so với các xã hội ít tổ chức hơn. Sống ở một nơi cho phép mọi người tích lũy nhiều tài sản cá nhân hơn những người du mục. Một số người cũng có được tài sản đất đai, hoặc quyền sở hữu tư nhân đối với đất đai. Bởi vì một tỷ lệ người dân trong các nền văn minh không tự trồng thực phẩm, họ phải trao đổi hàng hóa và dịch vụ của họ để lấy thực phẩm trong hệ thống thị trường, hoặc nhận thực phẩm thông qua thuế cống nạp, thuế phân phối lại, thuế quan hoặc tiền thập phân từ phân khúc sản xuất thực phẩm của dân số. Các nền văn hóa đầu tiên của con người hoạt động thông qua một nền kinh tế quà tặng được bổ sung bởi các hệ thống trao đổi hạn chế. Vào thời kỳ đồ sắt sớm, các nền văn minh đương đại đã phát triển tiền như một phương tiện trao đổi cho các giao dịch ngày càng phức tạp. Trong một ngôi làng, thợ gốm làm một cái nồi cho người nấu rượu và người nấu bia bù cho người thợ gốm bằng cách cho anh ta một lượng bia nhất định. Trong một thành phố, thợ gốm có thể cần một mái nhà mới, thợ lợp có thể cần giày mới, thợ làm móng có thể cần móng ngựa mới, thợ rèn có thể cần một chiếc áo khoác mới và thợ thuộc da có thể cần một chiếc nồi mới. Những người này có thể không được làm quen với nhau và nhu cầu của họ có thể không xảy ra cùng một lúc. Một hệ thống tiền tệ là một cách tổ chức các nghĩa vụ này để đảm bảo rằng chúng được thực hiện. Từ thời của những nền văn minh kiếm tiền sớm nhất, sự kiểm soát độc quyền của các hệ thống tiền tệ đã mang lại lợi ích cho giới tinh hoa và chính trị.
Chữ viết, được phát triển đầu tiên bởi những người ở Sumer, được coi là một dấu ấn của nền văn minh và "dường như đi cùng với sự gia tăng của các cơ quan hành chính phức tạp hoặc nhà nước chinh phục". Thương nhân và quan chức đã dựa vào văn bản để giữ hồ sơ chính xác. Giống như tiền, viết lách là cần thiết bởi quy mô dân số của một thành phố và sự phức tạp trong thương mại của nó giữa những người không phải là cá nhân quen biết với nhau. Tuy nhiên, viết không phải lúc nào cũng cần thiết cho nền văn minh, như thể hiện bởi các Inca nền văn minh Andes, mà không sử dụng văn bản ở tất cả ngoại trừ từ một hệ thống ghi hình phức tạp bao gồm dây và các nút: các "Quipus", và vẫn còn hoạt động như một xã hội văn minh.

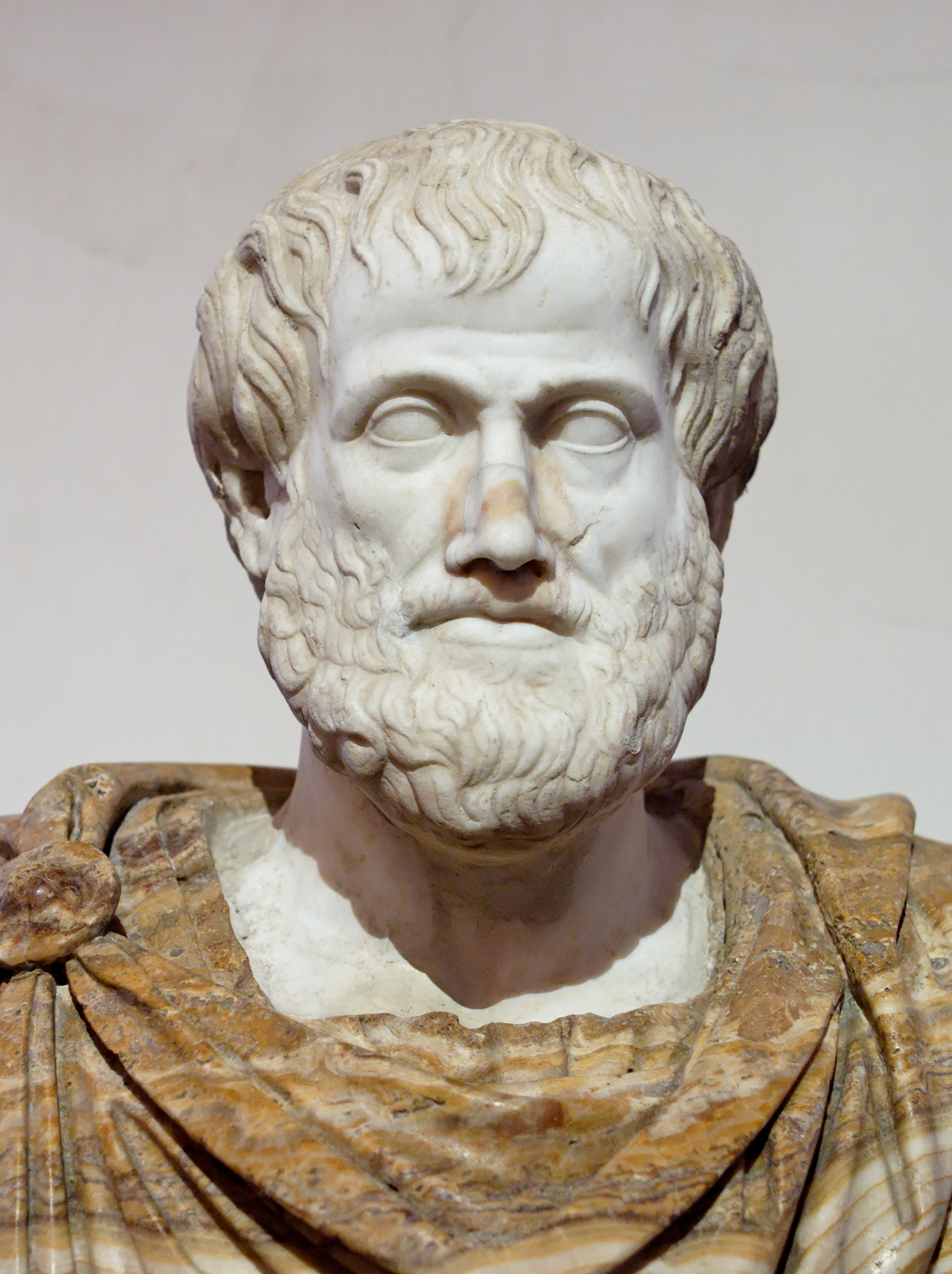
Nhà triết học và nhà khoa học Hy Lạp cổ đại Aristotle

Được hỗ trợ bởi sự phân công lao động và kế hoạch của chính phủ trung ương, các nền văn minh đã phát triển nhiều đặc điểm văn hóa đa dạng khác. Chúng bao gồm tôn giáo có tổ chức, phát triển trong nghệ thuật và vô số tiến bộ mới trong khoa học và công nghệ.
Thông qua lịch sử, các nền văn minh thành công đã lan rộng, chiếm lĩnh ngày càng nhiều lãnh thổ và đồng hóa ngày càng nhiều người trước đây không văn minh. Tuy nhiên, một số bộ lạc hoặc người dân vẫn còn thiếu văn minh cho đến ngày nay. Những nền văn hóa này được gọi bởi một số " nguyên thủy ", một thuật ngữ được những người khác coi là miệt thị. "Nguyên thủy" ngụ ý theo một cách nào đó rằng một nền văn hóa là "đầu tiên" (tiếng Latin = primus), rằng nó đã không thay đổi kể từ buổi bình minh của loài người, mặc dù điều này đã được chứng minh là không đúng sự thật. Cụ thể, vì tất cả các nền văn hóa ngày nay là những người đương thời, ngày nay, cái gọi là văn hóa nguyên thủy không có gì là tiền lệ đối với những người mà chúng ta coi là văn minh. Các nhà nhân chủng học ngày nay sử dụng thuật ngữ " không biết chữ " để mô tả những dân tộc này.
Nền văn minh đã được lan truyền bằng việc thực dân hóa, xâm lược, chuyển đổi tôn giáo, mở rộng kiểm soát và buôn bán quan liêu, và bằng cách giới thiệu nông nghiệp và viết cho các dân tộc không biết chữ. Một số người không văn minh có thể sẵn sàng thích nghi với hành vi văn minh. Nhưng nền văn minh cũng được lan truyền bởi sự thống trị về kỹ thuật, vật chất và xã hội mà nền văn minh gây ra.
Những đánh giá về mức độ văn minh mà một chính thể đạt được dựa trên những so sánh về tầm quan trọng tương đối của nông nghiệp so với năng lực thương mại hoặc sản xuất, sự mở rộng lãnh thổ của quyền lực, sự phức tạp của phân công lao động và khả năng mang theo của đô thị trung tâm. Yếu tố thứ yếu bao gồm một hệ thống phát triển giao thông, văn bản, đo lường tiêu chuẩn hóa, tiền tệ, hợp đồng và sai lầm cá nhân dựa trên hệ thống pháp luật, nghệ thuật, kiến trúc, toán học, hiểu biết khoa học, luyện kim, vật kiến trúc chính trị và tôn giáo có tổ chức.
Theo truyền thống, các tổ chức chính trị quản lý để đạt được sức mạnh quân sự, ý thức hệ và kinh tế đáng chú ý tự xác định là "văn minh" trái ngược với các xã hội hoặc các nhóm người khác bên ngoài phạm vi ảnh hưởng của họ - và gọi những người đó là man di, man rợ và nguyên thủy.

## Bản sắc văn hóa

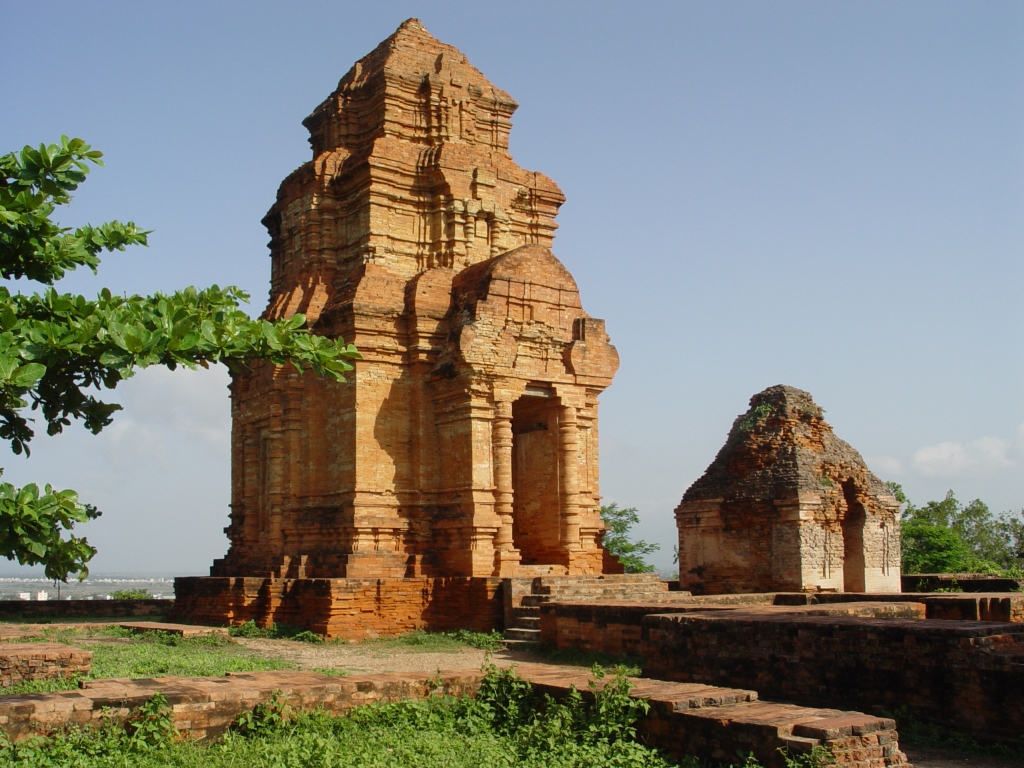
Một kiến trúc độc đáo Chămpa

Văn minh cũng có thể đề cập đến văn hóa của một xã hội phức tạp, không chỉ riêng xã hội. Mỗi xã hội, văn minh hay không, đều có một tập hợp ý tưởng và phong tục cụ thể, và một bộ sản xuất và nghệ thuật nhất định làm cho nó trở nên độc đáo. Các nền văn minh có xu hướng phát triển các nền văn hóa phức tạp, bao gồm bộ máy ra quyết định dựa trên nhà nước, văn học, nghệ thuật chuyên nghiệp, kiến trúc, tôn giáo có tổ chức và phong tục giáo dục phức tạp, ép buộc và kiểm soát liên quan đến việc duy trì tinh hoa.
Văn hóa phức tạp gắn liền với nền văn minh có xu hướng lan rộng và ảnh hưởng đến các nền văn hóa khác, đôi khi đồng hóa chúng vào nền văn minh (một ví dụ kinh điển là nền văn minh Trung Quốc và ảnh hưởng của nó đối với các nền văn minh gần đó như Hàn Quốc, Nhật Bản và Việt Nam). Nhiều nền văn minh thực sự là những lĩnh vực văn hóa lớn chứa nhiều quốc gia và khu vực. Nền văn minh mà một người nào đó sống trong đó là bản sắc văn hóa rộng lớn nhất của người đó.
Nhiều nhà sử học đã tập trung vào các lĩnh vực văn hóa rộng lớn này và đã coi các nền văn minh là những đơn vị riêng biệt. Nhà triết học đầu thế kỷ XX Oswald Spengler, sử dụng từ tiếng Đức Kultur, "văn hóa", cho những gì nhiều người gọi là "nền văn minh". Spengler tin rằng sự gắn kết của một nền văn minh dựa trên một biểu tượng văn hóa chính duy nhất. Các nền văn hóa trải qua các chu kỳ sinh, sống, suy tàn và chết, thường được thay thế bởi một nền văn hóa mới đầy tiềm năng, được hình thành xung quanh một biểu tượng văn hóa mới hấp dẫn. Spengler tuyên bố nền văn minh là sự khởi đầu của sự suy tàn của một nền văn hóa là "những trạng thái nhân tạo và bên ngoài nhất mà một loài người phát triển có khả năng tạo ra".
Khái niệm văn hóa "thống nhất" này của nền văn minh cũng ảnh hưởng đến các lý thuyết của nhà sử học Arnold J. Toynbee vào giữa thế kỷ XX. Toynbee đã khám phá các quá trình văn minh trong Một nghiên cứu Lịch sử gồm nhiều tập, theo dõi sự gia tăng và, trong hầu hết các trường hợp, sự suy tàn của 21 nền văn minh và năm "nền văn minh bị bắt giữ". Các nền văn minh nói chung đã suy giảm và sụp đổ, theo Toynbee, vì sự thất bại của một "thiểu số sáng tạo", thông qua sự suy giảm đạo đức hoặc tôn giáo, để đáp ứng một số thách thức quan trọng, thay vì các nguyên nhân kinh tế hoặc môi trường.
Samuel P. Huntington định nghĩa nền văn minh là "nhóm văn hóa cao nhất của con người và mức độ bản sắc văn hóa rộng nhất mà con người thiếu là thứ phân biệt con người với các loài khác". Các lý thuyết của Huntington về các nền văn minh được thảo luận dưới đây.

## Các hệ thống phức tạp

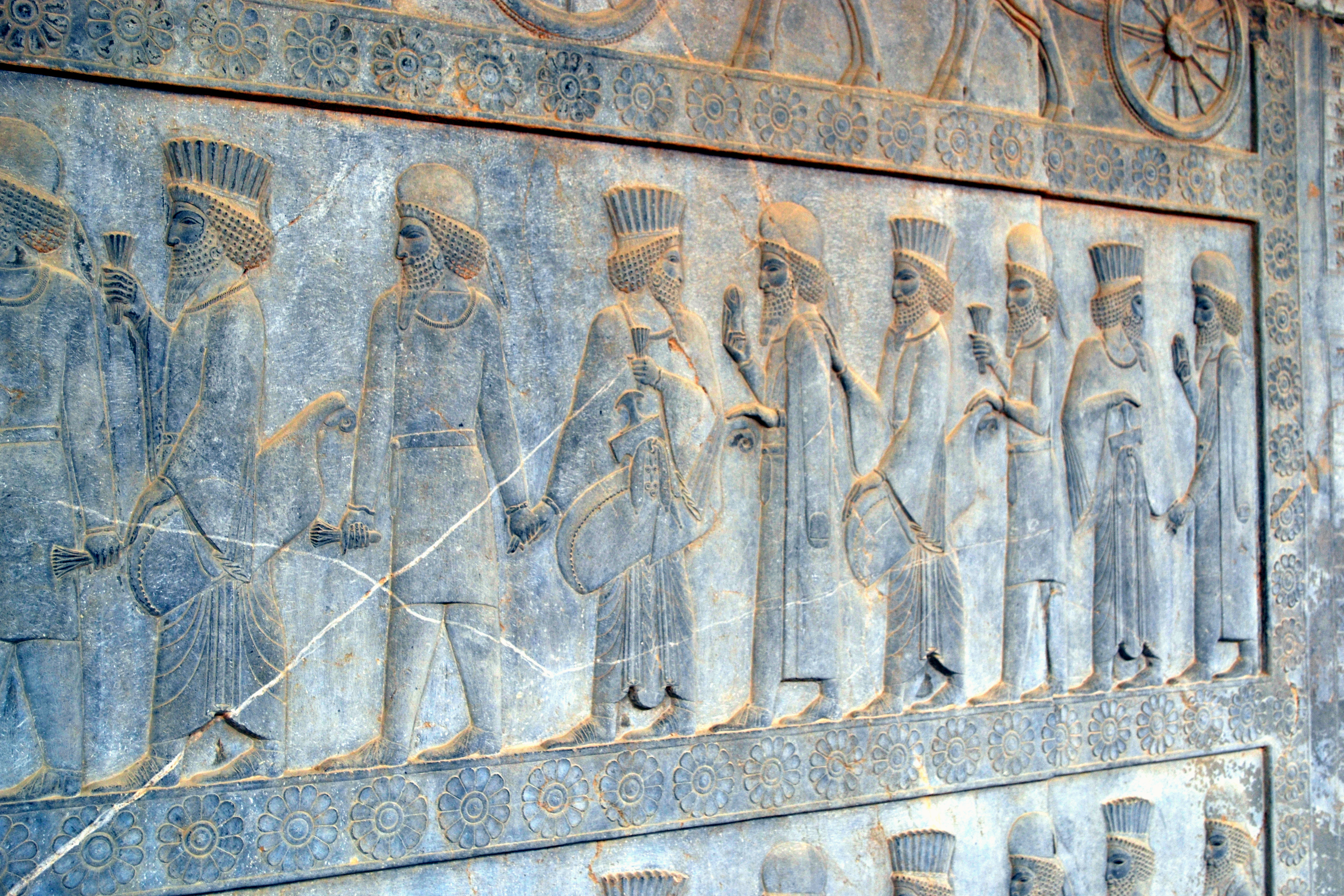
Miêu tả của các người Medes và người Ba Tư thống nhất tại Apadana, Persepolis.

Một nhóm các nhà lý thuyết khác, sử dụng lý thuyết hệ thống, xem nền văn minh là một hệ thống phức tạp, tức là một khung mà theo đó một nhóm đối tượng có thể được phân tích hoạt động đồng bộ để tạo ra kết quả. Các nền văn minh có thể được coi là mạng lưới các thành phố xuất hiện từ các nền văn hóa tiền đô thị và được xác định bởi các tương tác kinh tế, chính trị, quân sự, ngoại giao, xã hội và văn hóa giữa chúng. Bất kỳ tổ chức nào cũng là một hệ thống xã hội phức tạp và một nền văn minh là một tổ chức lớn. Lý thuyết hệ thống giúp bảo vệ chống lại sự tương tự hời hợt và sai lệch trong nghiên cứu và mô tả các nền văn minh.
Các nhà lý thuyết hệ thống xem xét nhiều loại quan hệ giữa các thành phố, bao gồm quan hệ kinh tế, trao đổi văn hóa và quan hệ chính trị / ngoại giao / quân sự. Những quả cầu này thường xảy ra trên các quy mô khác nhau. Ví dụ, các mạng lưới thương mại, cho đến thế kỷ XIX, lớn hơn nhiều so với các lĩnh vực văn hóa hoặc lĩnh vực chính trị. Các tuyến thương mại mở rộng, bao gồm Con đường tơ lụa qua Trung Á và các tuyến đường biển Ấn Độ Dương nối liền Đế chế La Mã, Đế chế Ba Tư, Ấn Độ và Trung Quốc, đã được thiết lập từ 2000 năm trước, khi các nền văn minh này hiếm khi chia sẻ bất kỳ mối quan hệ chính trị, ngoại giao, quân sự hoặc văn hóa nào. Bằng chứng đầu tiên về thương mại đường dài như vậy là trong thế giới cổ đại. Trong thời kỳ Uruk, Guillermo Algaze đã lập luận rằng quan hệ thương mại kết nối Ai Cập, Mesopotamia, Iran và Afghanistan. Nhựa tìm thấy sau đó trong Nghĩa trang Hoàng gia tại Ur được đề xuất đã được giao dịch lên phía bắc từ Mozambique.
Nhiều nhà lý thuyết cho rằng toàn bộ thế giới đã được tích hợp vào một " hệ thống thế giới " duy nhất, một quá trình được gọi là toàn cầu hóa. Các nền văn minh và xã hội khác nhau trên toàn cầu là về kinh tế, chính trị và thậm chí phụ thuộc lẫn nhau về văn hóa theo nhiều cách. Có tranh luận về việc khi hội nhập này bắt đầu, và loại hội nhập nào - văn hóa, công nghệ, kinh tế, chính trị hay ngoại giao - là chỉ số chính trong việc xác định phạm vi của một nền văn minh. David Wilkinson đã đề xuất rằng sự hợp nhất kinh tế và quân sự - ngoại giao của các nền văn minh Lưỡng Hà và Ai Cập dẫn đến việc tạo ra cái mà ông gọi là "Văn minh trung tâm" vào khoảng năm 1500 TCN. Nền văn minh trung tâm sau đó được mở rộng để bao gồm toàn bộ Trung Đông và châu Âu, sau đó mở rộng ra quy mô toàn cầu với thực dân châu Âu, tích hợp châu Mỹ, Úc, Trung Quốc và Nhật Bản vào thế kỷ XIX. Theo Wilkinson, các nền văn minh có thể không đồng nhất về văn hóa, như Văn minh Trung ương, hoặc đồng nhất, giống như nền văn minh Nhật Bản. Cái mà Huntington gọi là "cuộc đụng độ của các nền văn minh" có thể được Wilkinson mô tả như một cuộc đụng độ của các lĩnh vực văn hóa trong một nền văn minh toàn cầu duy nhất. Những người khác chỉ ra Thập tự chinh là bước đầu tiên trong toàn cầu hóa. Quan điểm thông thường hơn là các mạng lưới xã hội đã mở rộng và thu hẹp từ thời cổ đại, và nền kinh tế và văn hóa toàn cầu hóa hiện nay là một sản phẩm của chủ nghĩa thực dân châu Âu gần đây.  

## Lịch sử
Khái niệm lịch sử thế giới là sự kế thừa của "các nền văn minh" là một hoàn toàn hiện đại. Trong kỷ nguyên khám phá châu Âu, tính hiện đại mới nổi đã được đặt hoàn toàn trái ngược với giai đoạn thời đại đồ đá mới và thời đại đồ đá của các nền văn hóa của thế giới mới, cho thấy rằng các quốc gia phức tạp đã xuất hiện vào thời tiền sử. Thuật ngữ "văn minh" như ngày nay được hiểu phổ biến nhất, một trạng thái phức tạp với tập trung hóa, phân tầng xã hội và chuyên môn hóa lao động, tương ứng với các đế chế đầu tiên phát sinh trong Lưỡi liềm màu mỡ trong thời đại đồ đồng sớm, khoảng 3000 năm trước Công nguyên. Gordon Childe định nghĩa sự xuất hiện của nền văn minh là kết quả của hai cuộc cách mạng liên tiếp: Cách mạng thời đại đồ đá mới, kích hoạt sự phát triển của các cộng đồng định cư và Cách mạng đô thị.

### Cách mạng đô thị
Lúc đầu, thời kỳ đồ đá mới có liên quan đến việc canh tác sinh sống thay đổi, trong đó việc canh tác liên tục dẫn đến cạn kiệt độ phì nhiêu của đất dẫn đến yêu cầu canh tác trên các cánh đồng xa hơn và tiếp tục bị loại bỏ khỏi khu định cư, cuối cùng buộc chính khu định cư phải di chuyển. Trong các thung lũng sông bán khô cằn chính, lũ lụt hàng năm làm mới độ phì nhiêu của đất hàng năm, với kết quả là mật độ dân số có thể tăng đáng kể. Điều này khuyến khích một cuộc cách mạng sản phẩm thứ cấp, trong đó người ta sử dụng động vật được thuần hóa không chỉ để lấy thịt, mà còn cho sữa, len, phân và kéo cày và xe đẩy   - một sự phát triển lan rộng qua Eurasian Oecumene.
Công nghệ và lối sống thời đại đồ đá mới trước đó đã được thiết lập đầu tiên ở Tây Á (ví dụ tại Göbekli Tepe, từ khoảng 9.130 BCE), và sau đó là các lưu vực sông Hoàng Hà và Dương Tử ở Trung Quốc (ví dụ văn hóa Bành Đầu Sơn từ 7.500 TCN), và sau đó lan rộng. Lưỡng Hà là nơi phát triển sớm nhất của Cách mạng đồ đá mới từ khoảng 10.000 TCN, với các nền văn minh phát triển từ 6.500 năm trước. Khu vực này được xác định là đã "truyền cảm hứng cho một số phát triển quan trọng nhất trong lịch sử loài người bao gồm phát minh ra bánh xe, trồng các loại ngũ cốc đầu tiên và phát triển chữ viết hình nêm". Các "cuộc cách mạng thời đại đồ đá" tương tự cũng bắt đầu độc lập từ 7.000 TCN ở tây bắc Nam Mỹ (nền văn minh Norte Chico)  và Trung Bộ châu Mỹ.
Sự kiện khô hạn 8.2 Kiloyear và 5,9 Kiloyear đã chứng kiến sự khô cạn của các khu vực bán hoang mạc và một sự lan rộng lớn của các sa mạc. Sự thay đổi khí hậu này đã làm thay đổi tỷ lệ chi phí - lợi ích của bạo lực đặc hữu giữa các cộng đồng, chứng kiến sự từ bỏ của các cộng đồng làng không có tường bao và sự xuất hiện của các thành phố có tường bao, gắn liền với các nền văn minh đầu tiên.

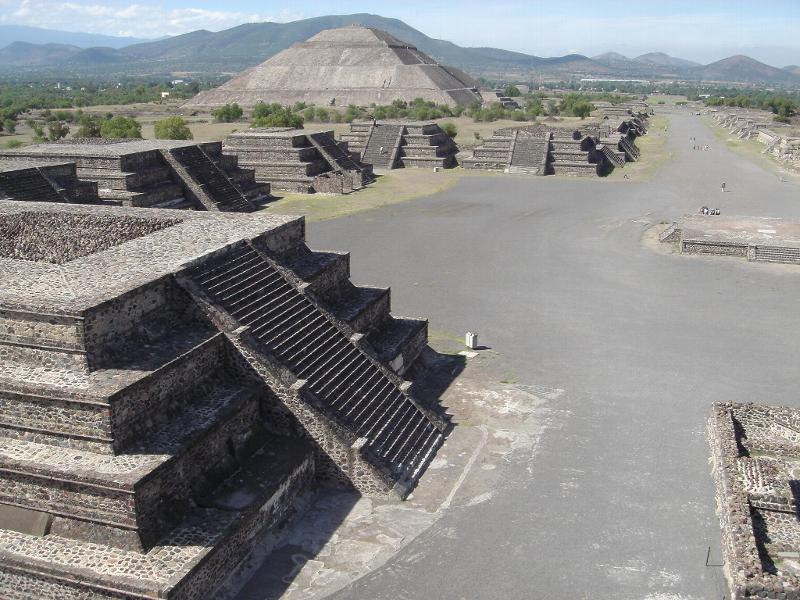
Những tàn tích của thành phố Trung Bộ châu Mỹ Teotihuacan

"Cuộc cách mạng đô thị " này đánh dấu sự khởi đầu của sự tích lũy các khoản thặng dư có thể chuyển nhượng, giúp các nền kinh tế và thành phố phát triển. Nó gắn liền với sự độc quyền của nhà nước về bạo lực, sự xuất hiện của một lớp người lính và chiến tranh đặc hữu, sự phát triển nhanh chóng của hệ thống cấp bậc và sự xuất hiện của sự hiến tế con người.
Cuộc cách mạng đô thị văn minh lần lượt phụ thuộc vào sự phát triển của chủ nghĩa định canh, thuần hóa ngũ cốc và động vật và phát triển lối sống tạo điều kiện cho các nền kinh tế có quy mô và tích lũy sản xuất dư thừa của một số lĩnh vực xã hội. Sự chuyển đổi từ các nền văn hóa phức tạp sang các nền văn minh, trong khi vẫn còn tranh cãi, dường như có liên quan đến sự phát triển của các cấu trúc nhà nước, trong đó quyền lực tiếp tục được độc quyền bởi một tầng lớp thống trị ưu tú , người thực hành sự hiến tế con người.
Đến cuối thời kỳ đồ đá mới, các nền văn minh Chalcolithic khác nhau bắt đầu trỗi dậy trong nhiều "cái nôi" khác nhau từ khoảng năm 3300 trước Công nguyên, mở rộng thành các đế chế quy mô lớn trong thời đại đồ đồng (Vương quốc Ai Cập cũ, Đế chế Akkadian, Đế chế Assyrian, Đế quốc Assyria cũ, Đế chế Hittite).
Một sự phát triển song song diễn ra độc lập ở Châu Mỹ thời tiền Columbus, nơi người Maya bắt đầu được đô thị hóa vào khoảng năm 500 TCN, và người Aztec và Inca  xuất hiện vào thế kỷ 15, một thời gian ngắn trước khi họ tiếp xúc với người châu Âu.

### Thời đại Axial
Sự sụp đổ của Thời đại đồ đồng được theo sau bởi Thời đại đồ sắt khoảng năm 1200 trước Công nguyên, trong đó một số nền văn minh mới xuất hiện, đỉnh cao là giai đoạn từ thế kỷ thứ 8 đến thế kỷ thứ 3 trước Công nguyên mà Karl Jaspers gọi là Thời đại Axial, được trình bày như một giai đoạn chuyển tiếp quan trọng đến văn minh cổ điển. William Hardy McNeill đề xuất rằng giai đoạn lịch sử này là một trong đó sự tiếp xúc văn hóa giữa các nền văn minh riêng biệt trước đây đã chứng kiến sự "đóng cửa của oecumene " và dẫn đến sự thay đổi xã hội từ Trung Quốc sang Địa Trung Hải, liên quan đến sự lan rộng của tiền đúc, đế chế lớn hơn và mới các tôn giáo. Quan điểm này gần đây đã được Christopher Chase-Dunn và các nhà lý thuyết hệ thống thế giới khác ủng hộ.

### Thời hiện đại
Một quá trình chuyển đổi công nghệ và văn hóa lớn sang hiện đại đã bắt đầu khoảng năm 1500 ở Tây Âu, và từ đầu phương pháp tiếp cận mới này đối với khoa học và pháp luật lan truyền nhanh chóng trên khắp thế giới, kết hợp các nền văn hóa trước đây vào nền văn minh công nghiệp và công nghệ hiện nay.

## Sụp đổ của các nền văn minh
Các nền văn minh được hiểu theo truyền thống là kết thúc theo một trong hai cách; hoặc thông qua việc kết hợp vào một nền văn minh mở rộng khác (ví dụ Khi Ai Cập cổ đại được sáp nhập vào Hy Lạp, và sau đó là các nền văn minh La Mã), hoặc bằng cách sụp đổ và trở lại một hình thức sống đơn giản hơn, như xảy ra trong cái gọi là Thời đại đen tối.
Đã có nhiều lời giải thích được đưa ra cho sự sụp đổ của nền văn minh. Một số tập trung vào các ví dụ lịch sử, và một số khác về lý thuyết chung.
- Tác phẩm Muqaddimah của Ibn Khaldūn ảnh hưởng đến các lý thuyết về phân tích, tăng trưởng và suy tàn của nền văn minh Hồi giáo. Ông đề nghị các cuộc xâm lược lặp đi lặp lại từ các dân tộc du mục hạn chế phát triển và dẫn đến sụp đổ xã hội.Cac cuộc tấn công của người man rợ đóng vai trò quan trọng trong sự sụp đổ của Đế quốc La Mã.

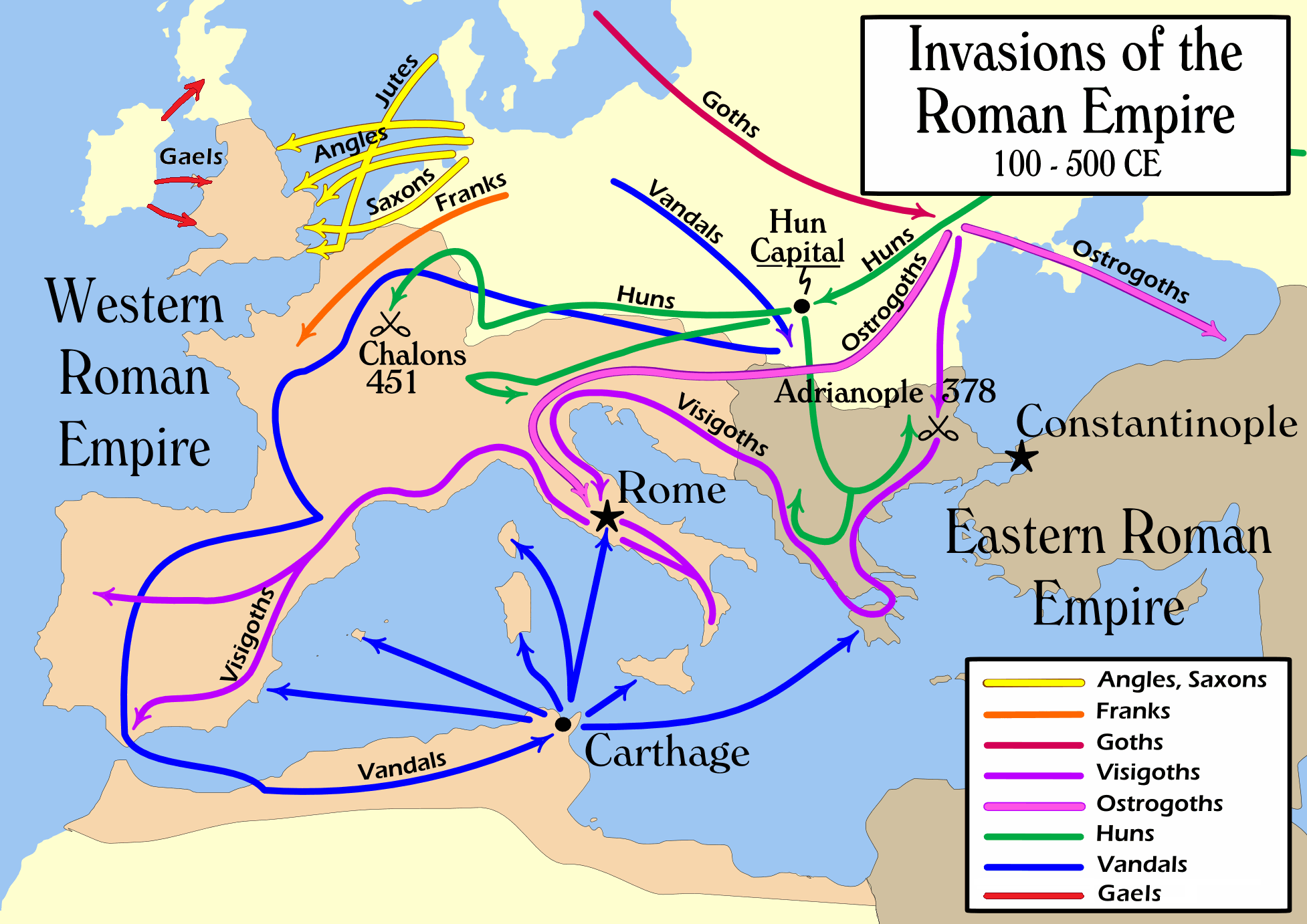
Cac cuộc tấn công của người man rợ đóng vai trò quan trọng trong sự sụp đổ của Đế quốc La Mã.

- The Decline and Fall of the Roman Empire của Edward Gibbonlà một phân tích nổi tiếng và chi tiết về sự sụp đổ của nền văn minh La Mã. Gibbon cho rằng hành động cuối cùng của sự sụp đổ của Rome là sự sụp đổ của Constantinople đến Thổ Nhĩ Kỳ Ottoman năm 1453 sau Công nguyên. Đối với Gibbon, "Sự suy tàn của Rome là tác động tự nhiên và không thể tránh khỏi của sự vĩ đại non nớt. Sự thịnh vượng đã xé toạc nguyên tắc suy tàn; nguyên nhân của sự hủy diệt được nhân lên theo mức độ chinh phục; Câu chuyện về sự hủy hoại rất đơn giản và rõ ràng, và thay vì tìm hiểu tại sao Đế chế La Mã bị phá hủy, chúng ta nên ngạc nhiên rằng nó đã tồn tại quá lâu".[45]
- Theodor Mommsen trong tác phẩm History of Rome đề nghị Rome sụp đổ với sự sụp đổ của Đế quốc Tây La Mã vào năm 476 và ông cũng có xu hướng tương tự sinh học về "thành lập", "tăng trưởng", "lão hóa", "sụp đổ" và "phân rã".
- Oswald Spengler, trong tác phẩm Decline of the West đã phản đối cách phân chia thời gian của Petrarch, và cho rằng chỉ có tám "nền văn minh trưởng thành". Ông cho rằng các nền văn hóa đang phát triển, có xu hướng phát triển thành các nền văn minh đế quốc, mở rộng và cuối cùng sụp đổ, với các hình thức chính phủ dân chủ như chế độ tài phiệt và cuối cùng là chủ nghĩa đế quốc.
- Arnold J. Toynbee trong tác phẩm A Study of History cho rằng đã có một số lượng lớn hơn các nền văn minh, bao gồm một số lượng nhỏ các nền văn minh bị bắt giữ, và tất cả các nền văn minh có xu hướng đi qua chu kỳ được xác định bởi Mommsen. Nguyên nhân của sự sụp đổ của một nền văn minh xảy ra khi giới tinh hoa văn hóa trở thành  ăn bám, dẫn đến sự nổi dậy của giai cấp vô sản bên trong và bên ngoài.
- Joseph Tainter trong tác phẩm The Collapse of Complex Societies cho rằng có hiệu suất giảm dần đối với độ phức tạp, do đó, khi các quốc gia đạt được độ phức tạp tối đa cho phép, chúng sẽ thoái hóa khi tăng thêm độ phức tạp thực sự tạo ra lợi nhuận âm. Tainter cho rằng Rome đã đạt được độ phức tạp này vào thế kỷ thứ 2.
- Jared Diamond trong cuốn sách Collapse: How Societies Choose to Fail or Succeed năm 2005 đã cho rằng có năm lý do chính cho sự sụp đổ của 41 nền văn hóa được nghiên cứu: thiệt hại về môi trường, như phá rừng và xói mòn đất; biến đổi khí hậu; sự phụ thuộc vào thương mại quốc tế cho các nguồn lực cần thiết; tăng mức độ bạo lực bên trong và bên ngoài, như chiến tranh hoặc xâm lược; và phản ứng xã hội đối với các vấn đề nội bộ và môi trường.
- Peter Turchin trong tác phẩm Historical Dynamics và Andrey Korotayev et al. trong tác phẩm Introduction to Social Macrodynamics, Secular Cycles, and Millennial Trends đề xuất một số mô hình toán học mô tả sự sụp đổ của các nền văn minh nông nghiệp. Ví dụ, logic cơ bản của mô hình "nhân khẩu học tài chính" của Turchin có thể được phác thảo như sau: trong giai đoạn ban đầu của chu kỳ xã hội học, chúng ta quan sát mức độ sản xuất và tiêu thụ bình quân đầu người tương đối cao, điều này không chỉ dẫn đến tỷ lệ tăng dân số quá cao, mà còn với tỷ lệ sản xuất thặng dư tương đối cao. Kết quả là, trong giai đoạn này, dân số có thể đủ khả năng nộp thuế mà không gặp vấn đề lớn, thuế khá dễ thu và sự tăng trưởng dân số đi kèm với sự tăng trưởng của thu ngân sách nhà nước. Trong giai đoạn trung gian, quá tải dân số ngày càng tăng dẫn đến việc giảm mức sản xuất và tiêu dùng bình quân đầu người, việc thu thuế ngày càng khó khăn hơn và thu ngân sách nhà nước ngừng tăng, trong khi chi tiêu nhà nước tăng lên do sự tăng trưởng của dân số do nhà nước kiểm soát. Kết quả là, trong giai đoạn này, nhà nước bắt đầu gặp vấn đề tài chính đáng kể. Trong giai đoạn tiền sụp đổ cuối cùng, dân số quá mức dẫn đến sản lượng bình quân đầu người giảm hơn nữa, sản xuất thặng dư giảm hơn nữa, thu ngân sách nhà nước giảm, nhưng nhà nước cần ngày càng nhiều nguồn lực để kiểm soát dân số ngày càng tăng (mặc dù với tỷ lệ thấp hơn và thuế thấp hơn). Cuối cùng, điều này dẫn đến nạn đói, dịch bệnh, sự sụp đổ của nhà nước và sự sụp đổ về dân số và văn minh (Peter Turchin. Historical Dynamics. Princeton University Press, 2003:121–127; Andrey Korotayev et al. Secular Cycles and Millennial Trends. Moscow: Russian Academy of Sciences, 2006).
- Peter Heather trong cuốn sách The Fall of the Roman Empire: a New History of Rome and the Barbarians[46] rằng nền văn minh này không kết thúc vì lý do đạo đức hay kinh tế, nhưng vì hàng thế kỷ tiếp xúc với những kẻ man rợ ở biên giới đã tạo ra kẻ thù riêng bằng cách biến chúng thành một kẻ thù tinh vi và nguy hiểm hơn. Việc Rome cần tạo ra doanh thu lớn hơn bao giờ hết để trang bị và trang bị lại cho quân đội lần đầu tiên liên tục bị đánh bại trên chiến trường, dẫn đến sự sụp đổ của Đế chế. Mặc dù lập luận này là cụ thể đối với Rome, nhưng nó cũng có thể được áp dụng cho Đế chế Á châu của người Ai Cập, nhà Hán và nhà Đường ở Trung Quốc, nhà Abbasid của người Hồi giáo và các đế chế khác.
- Bryan Ward-Perkins, trong tác phẩm The Fall of Rome and the End of Civilization,[47] cho thấy sự khủng khiếp thực sự liên quan đến sự sụp đổ của một nền văn minh cho những người chịu tác động của nó, không giống như nhiều nhà sử học xét lại, những người coi thường điều này. Sự sụp đổ của xã hội phức tạp có nghĩa là ngay cả hệ thống ống nước cơ bản cũng biến mất khỏi lục địa trong 1.000 năm. Sự sụp đổ của Thời đại đen tối tương tự được nhìn thấy với sự sụp đổ của Thời đại đồ đồng muộn ở Đông Địa Trung Hải, sự sụp đổ của văn minh Maya, trên đảo Phục sinh và các nơi khác.
- Arthur Demarest trong tác phẩm Ancient Maya: The Rise and Fall of a Rainforest Civilization,[48] sử dụng một viễn cảnh toàn diện cho các bằng chứng gần đây nhất từ khảo cổ học, cổ sinh vật học và sử học, rằng không có lời giải thích nào là đủ nhưng một loạt các sự kiện phức tạp, thất thường, bao gồm mất độ phì nhiêu của đất đai, hạn hán và gia tăng bạo lực bên trong và bên ngoài đã dẫn đến sự tan rã của các tòa án của các vương quốc Maya, bắt đầu một vòng xoáy của sự suy tàn và suy tàn. Ông cho rằng sự sụp đổ của Maya có những bài học cho nền văn minh ngày nay.
- Jeffrey A. McNeely gần đây đã gợi ý rằng "đánh giá bằng chứng lịch sử cho thấy các nền văn minh trong quá khứ đã có xu hướng khai thác quá mức rừng của họ, và việc lạm dụng các tài nguyên quan trọng như vậy là một yếu tố quan trọng trong sự suy giảm của xã hội khai thác quá mức".[49]
- Thomas Homer-Dixon trong tác phẩm The Upside of Down: Catastrophe, Creativity, and the Renewal of Civilization, nơi ông cho rằng sự sụt giảm trong lợi tức đầu tư năng lượng. Năng lượng sử dụng cho tỷ lệ sản lượng năng lượng là trung tâm để hạn chế sự tồn tại của các nền văn minh. Mức độ phức tạp xã hội có liên quan mạnh mẽ, ông cho biết, với số lượng hệ thống năng lượng, kinh tế và công nghệ năng lượng dùng một lần cho phép. Khi số tiền này giảm các nền văn minh hoặc phải truy cập các nguồn năng lượng mới hoặc chúng sẽ sụp đổ.
- Feliks Koneczny trong tác phẩm "Về đa số các nền văn minh" kêu gọi nghiên cứu của ông về khoa học về các nền văn minh. Các nền văn minh sụp đổ không phải vì chúng phải hoặc tồn tại một số vòng đời theo chu kỳ hoặc "sinh học". Vẫn còn tồn tại hai nền văn minh cổ đại - Brahmin-Hindu và Trung Quốc - chưa sẵn sàng sụp đổ bất cứ lúc nào. Koneczny tuyên bố rằng các nền văn minh không thể trộn lẫn vào các giống lai, một nền văn minh kém hơn khi được trao quyền bình đẳng trong một nền văn minh phát triển cao sẽ vượt qua nó. Một trong những tuyên bố của Koneczny trong nghiên cứu về các nền văn minh của mình là "một người không thể văn minh theo hai cách trở lên" mà không rơi vào cái mà anh ta gọi là "trạng thái thoái hóa" (như bất thường). Ông cũng tuyên bố rằng khi hai hoặc nhiều nền văn minh tồn tại cạnh nhau và miễn là chúng còn quan trọng, chúng sẽ ở trong một cuộc chiến sinh tồn áp đặt "phương pháp tổ chức đời sống xã hội" của riêng mình lên nhau.[50] Hấp thụ "phương pháp tổ chức đời sống xã hội" của người bên ngoài, đó là văn minh và trao cho nó quyền bình đẳng mang lại một quá trình thoái hóa và phân rã.

## Tương lai

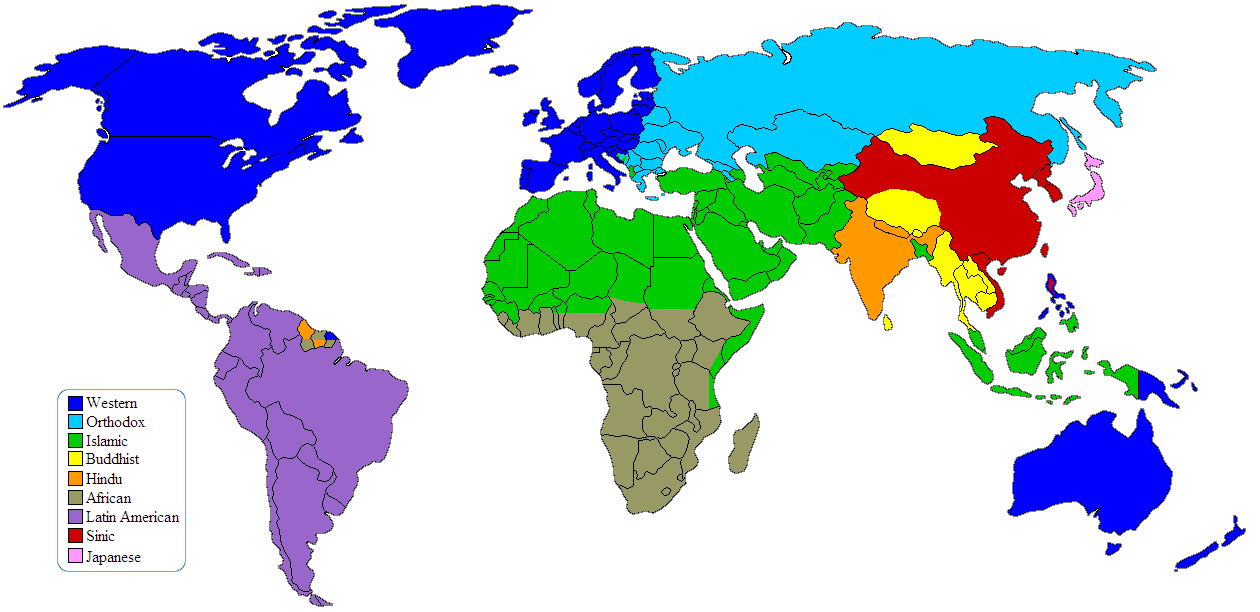
Một bản đồ thế giới của các nền văn minh lớn theo giả thuyết chính trị Clash of Civilations của Samuel P. Huntington

Nhà khoa học chính trị Samuel Huntington đã lập luận rằng đặc điểm xác định của thế kỷ 21 sẽ là sự xung đột của các nền văn minh. Theo Huntington, xung đột giữa các nền văn minh sẽ thay thế các cuộc xung đột giữa các quốc gia và hệ tư tưởng đặc trưng cho thế kỷ 19 và 20. Những quan điểm này đã bị những người khác như Edward Said, Muhammed Asadi và Amartya Sen thách thức mạnh mẽ. Ronald Inglehart và Pippa Norris đã lập luận rằng "cuộc đụng độ thực sự của các nền văn minh" giữa thế giới Hồi giáo và phương Tây là do sự từ chối của người Hồi giáo đối với các giá trị tình dục tự do hơn của phương Tây, thay vì sự khác biệt về tư tưởng chính trị, mặc dù họ lưu ý rằng điều này thiếu lòng khoan dung có khả năng dẫn đến sự từ chối cuối cùng của nền dân chủ (thật). Trong Danh tính và Bạo lực, Sen đặt câu hỏi rằng nếu mọi người nên được chia theo cấp bậc của một "nền văn minh" giả định, chỉ được xác định bởi tôn giáo và văn hóa. Ông lập luận rằng điều này bỏ qua nhiều danh tính khác tạo nên con người và dẫn đến việc tập trung vào sự khác biệt.
Nhà sử học văn hóa Morris Berman gợi ý trong Dark Ages America: the End of Empire rằng: ở quốc gia tiêu dùng doanh nghiệp như Hoa Kỳ, chính những yếu tố đã từng đẩy nó đến sự vĩ đại - chủ nghĩa cá nhân cực đoan, mở rộng lãnh thổ và kinh tế, và theo đuổi sự giàu có vật chất đã thúc đẩy Hoa Kỳ vượt qua một ngưỡng quan trọng, tại đó việc sụp đổ là không thể tránh khỏi. Về mặt chính trị liên quan đến việc mở rộng quá mức, và do hậu quả của sự cạn kiệt môi trường và sự phân cực của cải giữa người giàu và người nghèo, ông kết luận rằng hệ thống hiện tại đang nhanh chóng đi đến một tình huống mà việc duy trì hệ thống hiện tại là không thể khi nó phải gánh chịu những thiếu hụt lớn và kinh tế bị bỏ trống là thể chất, xã hội, kinh tế và chính trị. Mặc dù được phát triển theo chiều sâu hơn nhiều, luận án của Berman cũng tương tự như của Urban Planner, Jane Jacobs, người lập luận rằng năm trụ cột của văn hóa Hoa Kỳ đang suy tàn nghiêm trọng: cộng đồng và gia đình; giáo dục đại học; thực hành khoa học hiệu quả; thuế và chính phủ; và sự tự điều chỉnh của các ngành nghề đã học. Sự ăn mòn của những trụ cột này, Jacobs lập luận, có liên quan đến các bệnh xã hội như khủng hoảng môi trường, phân biệt chủng tộc và khoảng cách ngày càng tăng giữa giàu và nghèo.
Nhà phê bình văn hóa và tác giả Derrick Jensen cho rằng nền văn minh hiện đại hướng đến sự thống trị của môi trường và chính con người theo một cách tự nhiên có hại, không bền vững và tự hủy hoại. Bảo vệ định nghĩa của mình cả về mặt ngôn ngữ và lịch sử, ông định nghĩa nền văn minh là "một nền văn hóa... vừa dẫn đến sự phát triển của các thành phố", với "các thành phố" được định nghĩa là "những người sống ít nhiều ở một nơi có mật độ cao đủ để yêu cầu nhập khẩu thực phẩm thường xuyên và các nhu yếu phẩm khác của cuộc sống ". Nhu cầu này cho các nền văn minh để nhập khẩu nhiều tài nguyên hơn, ông lập luận, bắt nguồn từ việc khai thác quá mức và giảm bớt tài nguyên địa phương của chính họ. Do đó, các nền văn minh vốn đã áp dụng các chính sách của chủ nghĩa đế quốc và bành trướng và, để duy trì các nền văn hóa và lối sống dựa trên cơ chế phân cấp cao, có cấu trúc phân cấp và cưỡng chế.
Thang đo Kardashev phân loại các nền văn minh dựa trên mức độ tiến bộ công nghệ của họ, được đo cụ thể bằng lượng năng lượng mà một nền văn minh có thể khai thác. Thang đo chỉ là giả thuyết, nhưng nó đặt mức tiêu thụ năng lượng trong một viễn cảnh vũ trụ. Thang đo Kardashev làm cho các giới hạn cho các nền văn minh tiến bộ hơn về công nghệ so với bất kỳ giới hạn hiện tại nào được biết.

Ví dụ về các nền văn minh
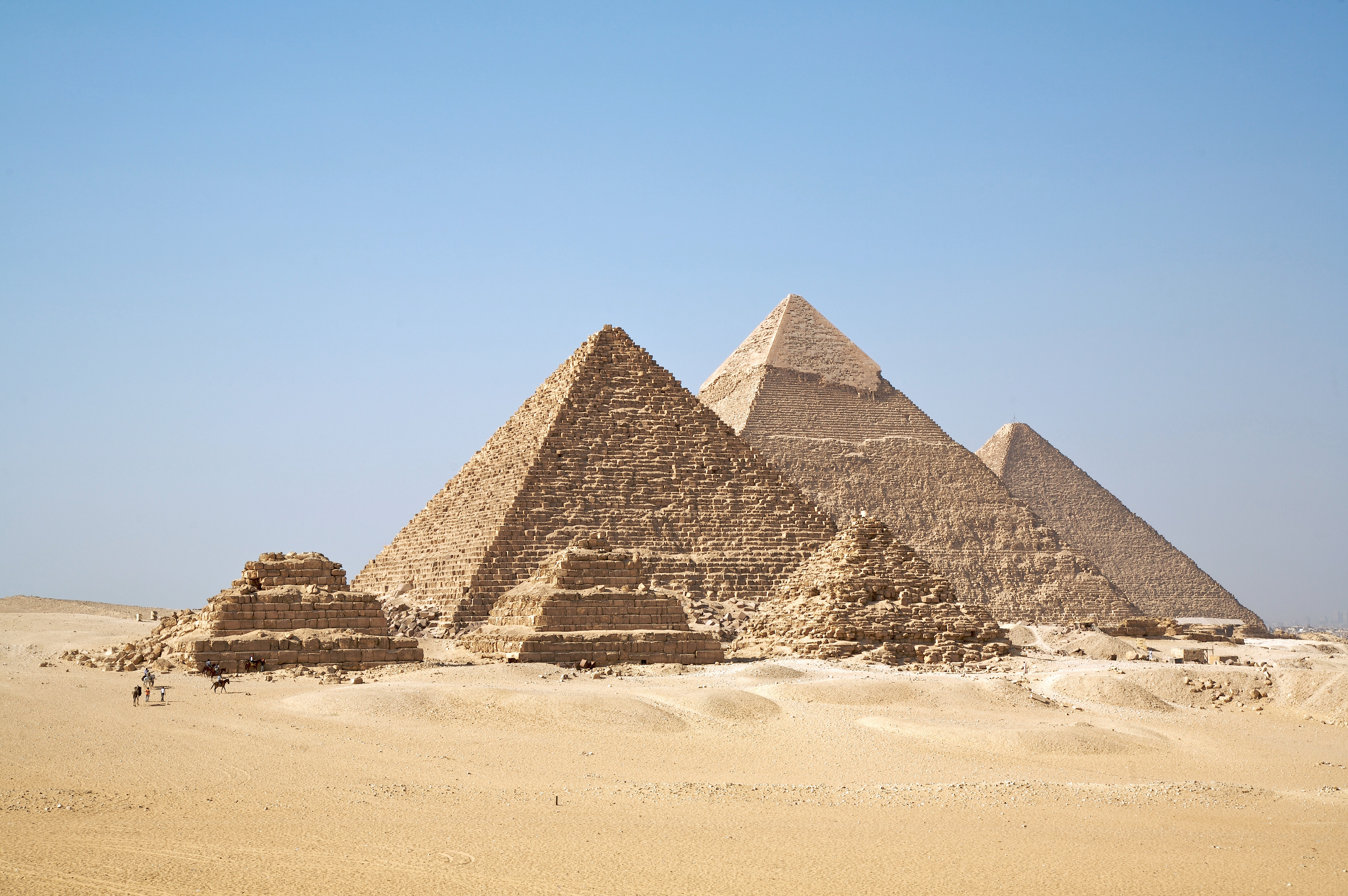
Kim tự tháp Giza là một trong những biểu tượng dễ nhận biết nhất của nền văn minh Ai Cập cổ đại.
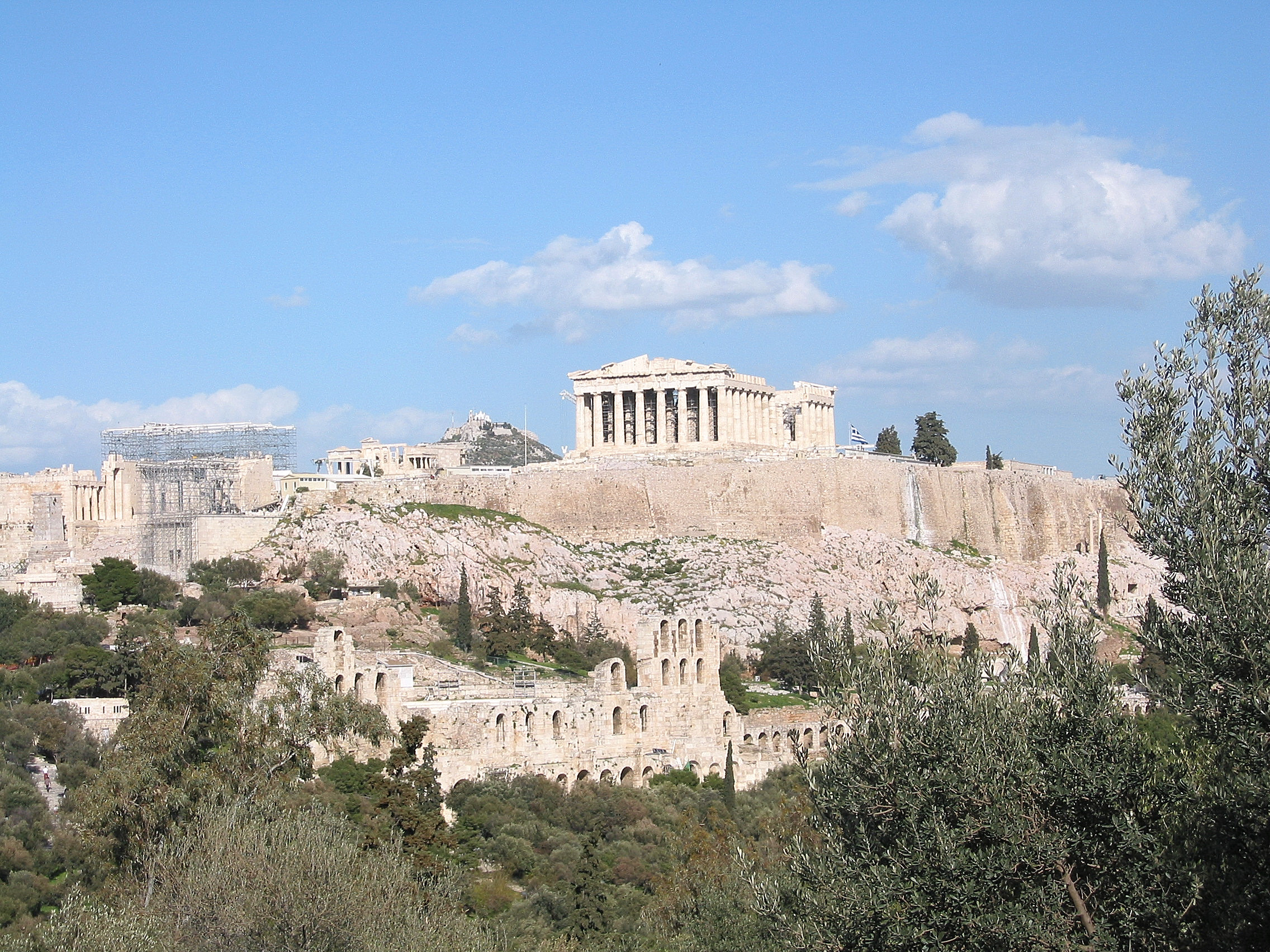
Acropolis của Athens ở Hy Lạp, trực tiếp ảnh hưởng đến kiến trúc và kỹ thuật ở nền văn minh phương Tây, Hồi giáo và phương Đông cho đến ngày nay, 2400 năm sau khi xây dựng
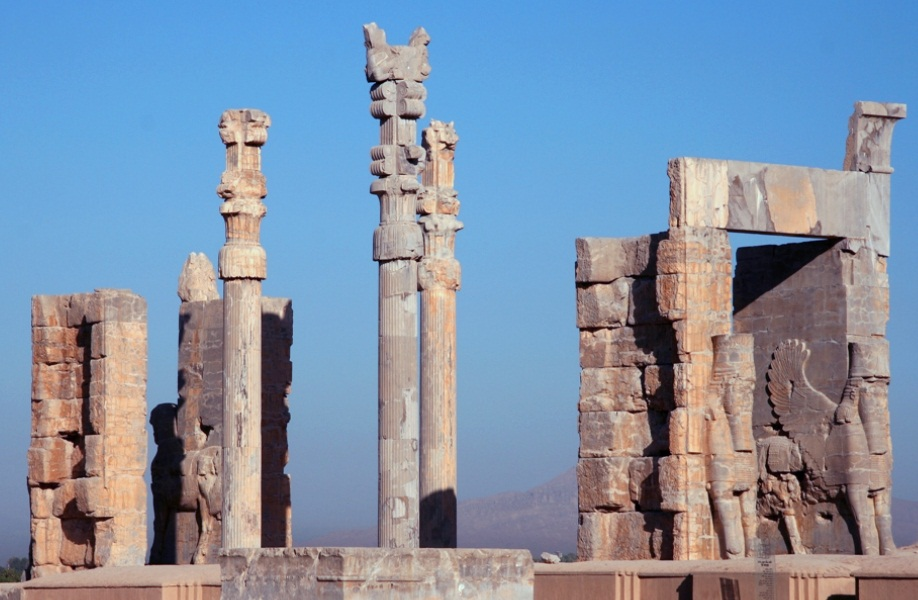
Persepolis ở Iran: Hình ảnh về Cổng của tất cả các quốc gia, lối vào chính cho tất cả các đại diện của các quốc gia và quốc gia khác. Persepolis dường như là một phức hợp nghi lễ lớn, nó đặc biệt được sử dụng để ăn mừng Nowruz, năm mới của Ba Tư, vào năm 515 trước Công nguyên.
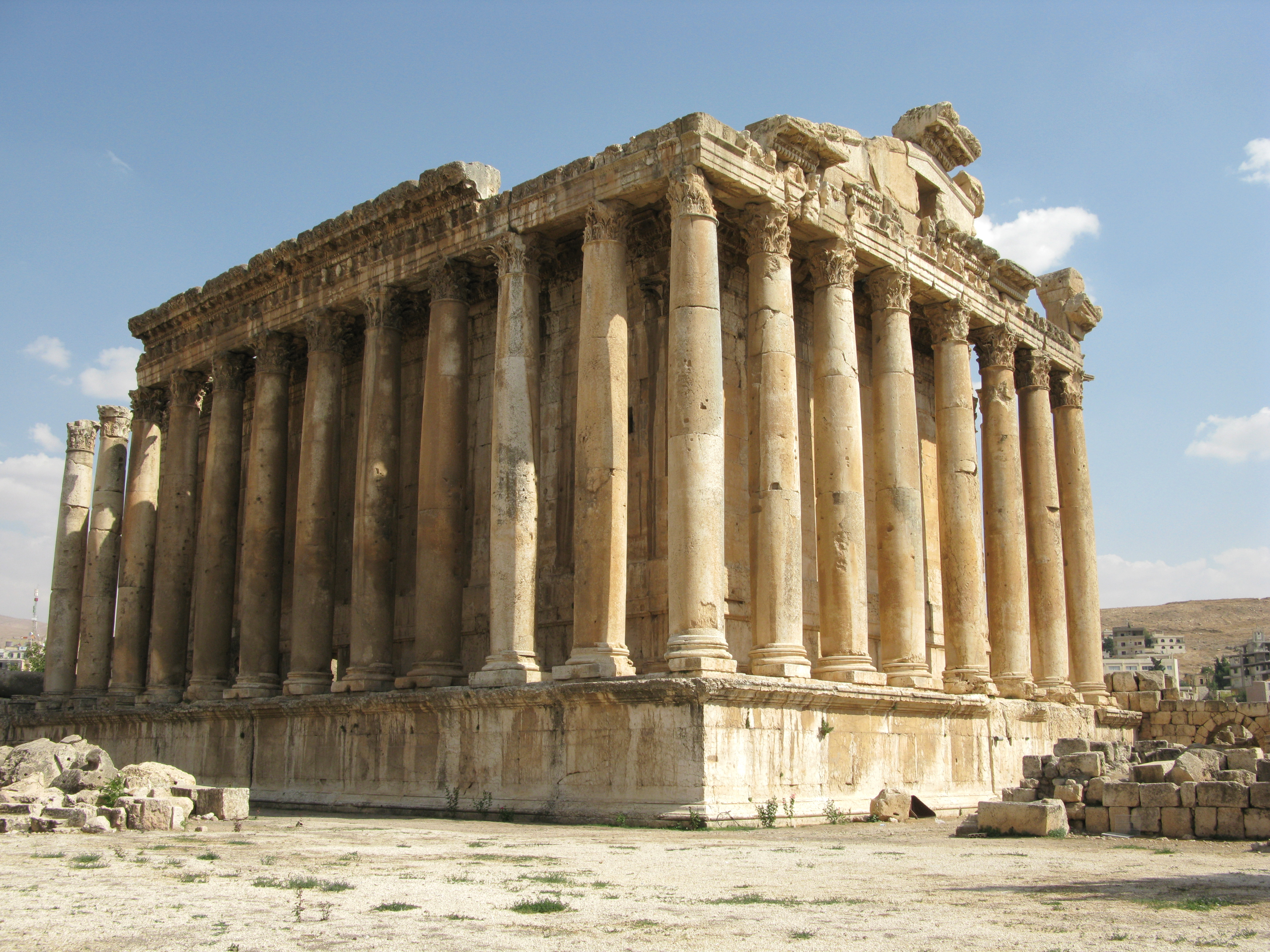
Đền thờ Baalbek ở Liban cho chúng ta thấy phong cách tôn giáo và kiến trúc của một số nền văn minh có ảnh hưởng nhất thế giới bao gồm Phoenicia, Babylon, Ba Tư, Hy Lạp, La Mã, Byzantine và Ả Rập
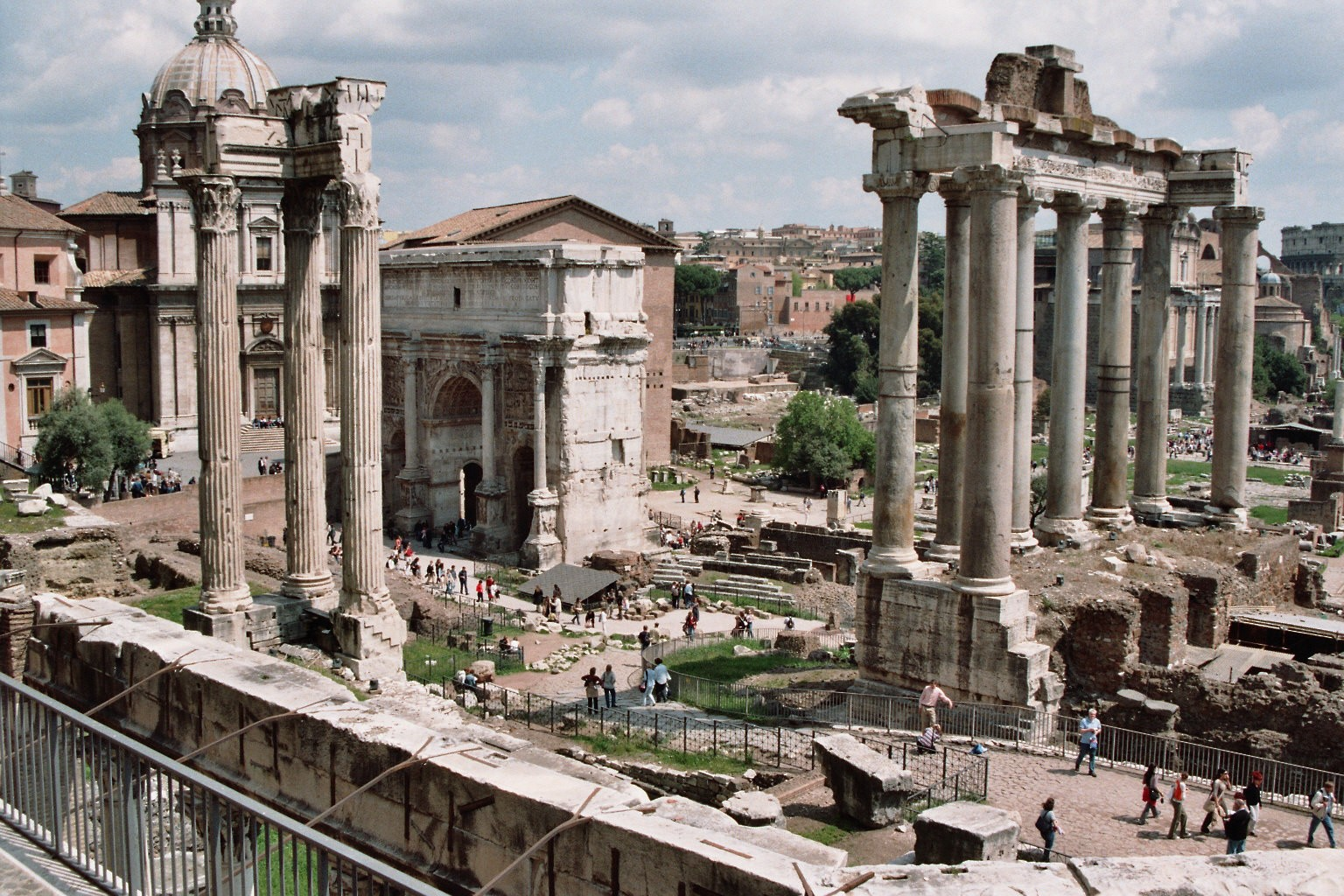
Công trường La Mã ở Rome, Ý, trung tâm chính trị, kinh tế, văn hóa và tôn giáo của nền văn minh La Mã cổ đại, trong thời Cộng hòa La Mã và Đế chế La Mã sau này, những tàn tích của nó vẫn còn hiện hữu ở Rome ngày nay
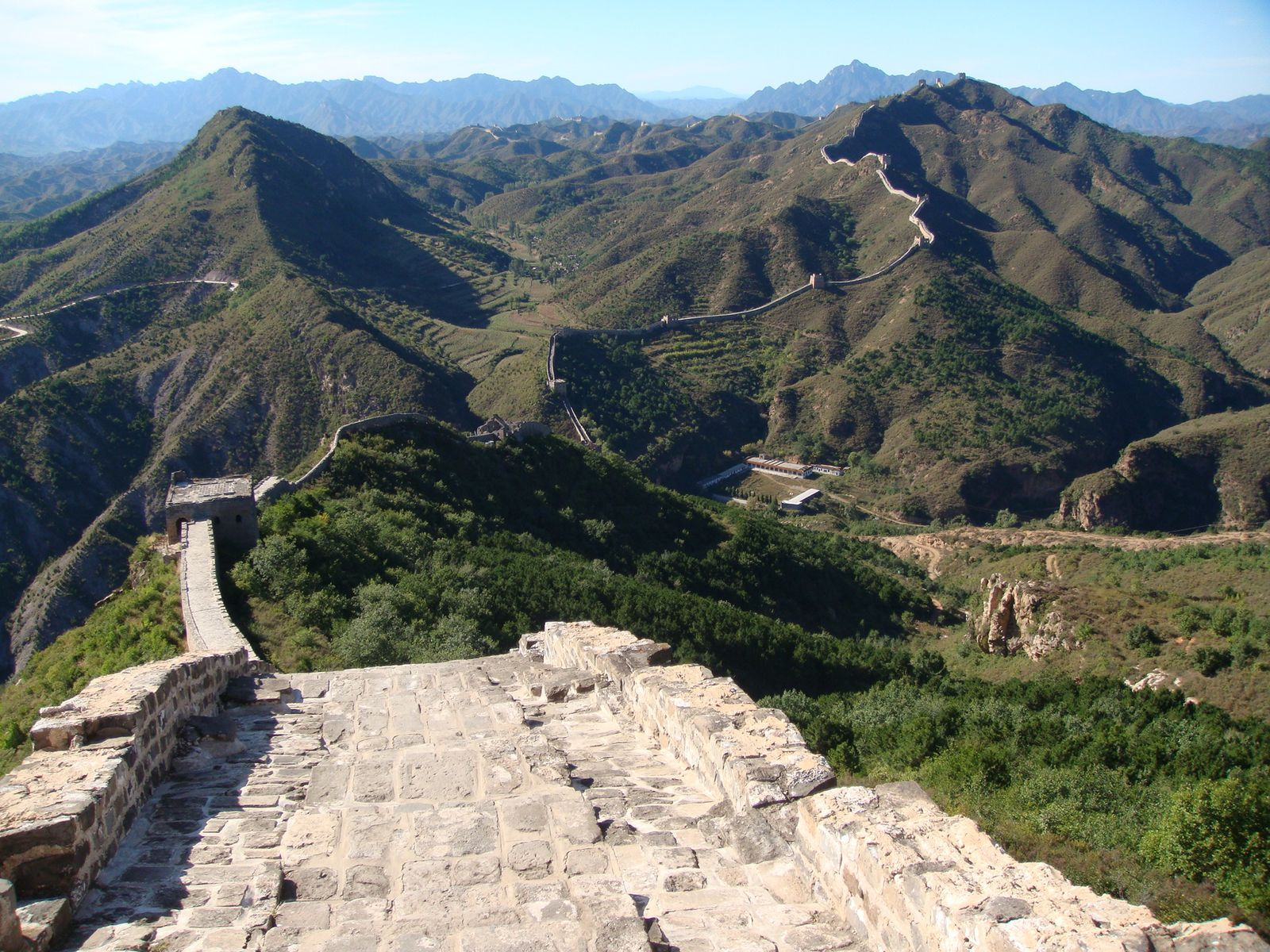
Vạn Lý Trường Thành của Trung Quốc được xây dựng để bảo vệ các quốc gia cổ đại Trung Quốc và đế chế Trung Quốc cổ đại chống lại các cuộc tấn công và xâm lược của các nhóm du mục, qua hàng ngàn năm , khu vực của Trung Quốc cũng là nơi có nhiều nền văn minh có ảnh hưởng
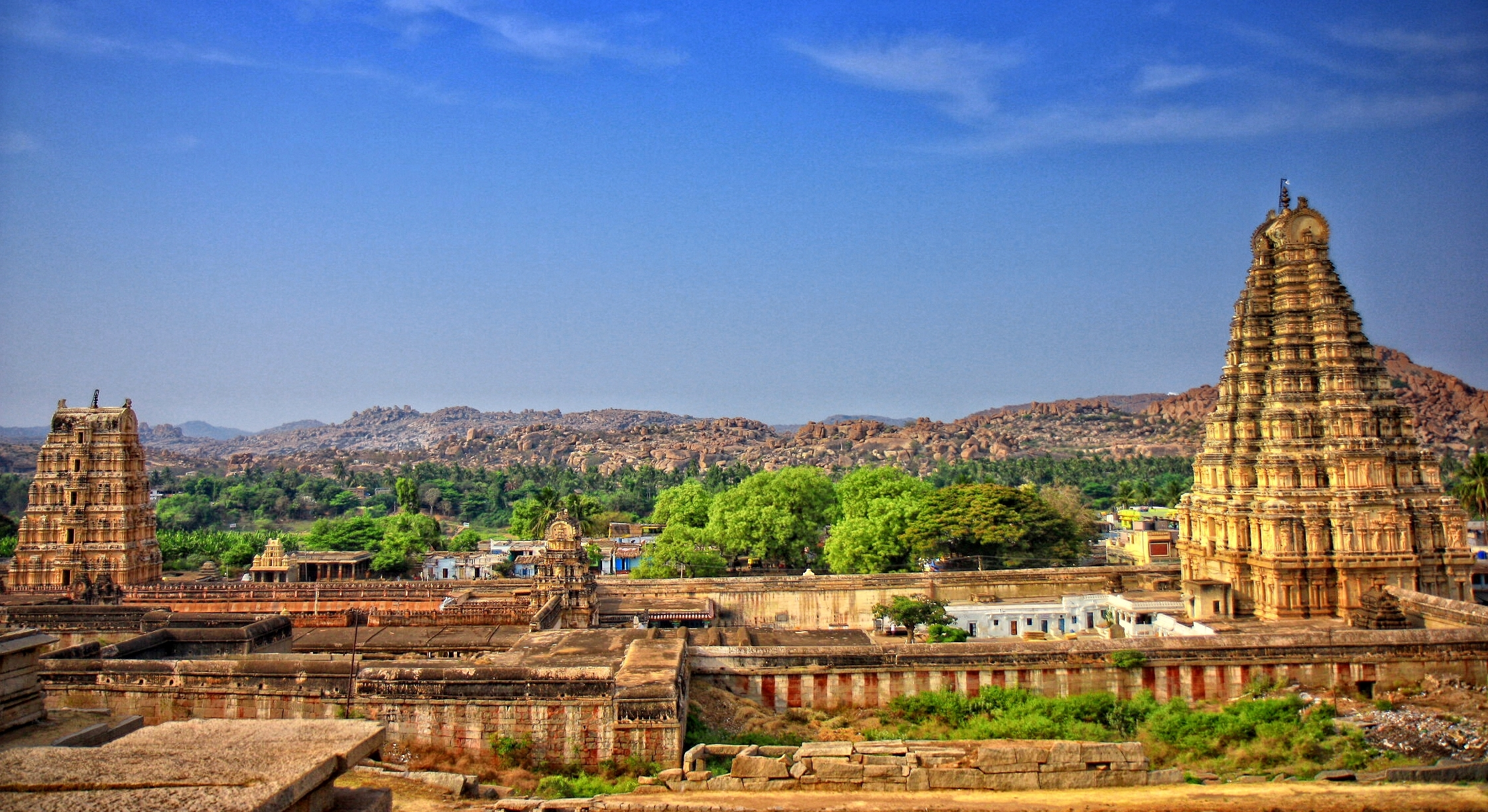
Đền Virupaksha tại Hampi ở Ấn Độ. Khu vực Ấn Độ là quê hương và trung tâm của các tôn giáo lớn như Ấn Độ giáo, Phật giáo, Jaina giáo và đạo Sikh và ảnh hưởng đến các nền văn hóa và nền văn minh khác, đặc biệt là ở châu Á.